# ライフ・オブ・ザ・パーティー
『ライフ・オブ・ザ・パーティー』（原題:Life of the Party）は、2018年に公開されたアメリカ合衆国のコメディ映画である。監督はベン・ファルコーン、主演はメリッサ・マッカーシーが務めた。本作は日本国内で劇場公開されなかったが、iTunesで配信された。

## ストーリー
ディアナ・マイルズは夫のダニエル（ダン）と一緒に娘のマディーをディケーター大学まで送っていった。マディーを車から降ろした後、ディアナは夫婦で行く予定のイタリア旅行の話題を夫に振ったが、ダンは突如として離婚を切り出してきた。他に好きな女性ができたのだという。しかも、家をディアナに内緒で売り払ってしまったのだという。激怒したディーナは車を降り、Uberを利用して運転手を呼び寄せた。
取り敢えず、ディアナは実家に身を寄せることにした。ディアナの両親（マイクとサンディ）は「ダンは大学在学中の娘を妊娠させて中退に追い込み、家庭内でも高圧的に振る舞っていた最悪の男だ。挙げ句の果てに娘を捨ておった」と憤慨した。マイクは拳銃を片手にダンの元に怒鳴り込もうと考えたが、ディアナとサンディに制止されている最中に銃弾が暴発し、飼い犬に当たりそうになってしまった。
数日後、ディアナは親友のクリスティンとスカッシュをプレーしていた。クリスティンに愚痴をこぼしていると、ディアナはダンと結婚してしまったことに対する後悔と早々に離婚に踏み切れなかった自分の行動力のなさに辟易してきた。自分を責めていたディアナだったが、あるアイデアを実行に移すことにした。
後日、マディーは大学の寮にディアナがやって来たのを知って驚愕した。ディアナは娘が通うディケーター大学に復学し、考古学の学位を取って卒業する意欲を燃やしていたのである。あまりにも予想外の出来事だったため、マディーはしばらく立ち尽くしていたが、平静を取り戻した後に母親を友人たちに紹介した。ディアナはリオノアという名前の学生とルームメイトになったが、彼女は広場恐怖症と鬱傾向に苦しんでいた。
考古学の授業に出席したディアナは入ってきた教授の顔を見て驚いた。ウェイン・トルザック教授はディアナのかつての同級生だったからである。講義中、ディアナは性悪女として知られるジェニファーとトリーナに目を付けられることになった。ジェニファーは「着ているセーターがダサい」「若者についていけないでしょう」などとディアナを馬鹿にした。その後、ディアナはクリスティンと一緒にダンの元へ向かい、離婚届にサインした。ダンは新しい妻となるマーシーをディアナたちに紹介したが、当然の如く罵り合いになってしまった。
離婚をきっかけに大学に復学したディアナは、自分の人生を生きているという感覚を徐々に取り戻していった。期せずして、そんな彼女の姿は遙かに年下の学生たちにも大きな影響を及ぼすことになった。

## キャスト
- メリッサ・マッカーシー - ディアナ・マイルズ
- モリー・ゴードン - マディー・マイルズ
- ジリアン・ジェイコブズ - ヘレン
- マーヤ・ルドルフ - クリスティン・ダヴェンポート
- アドリア・アルホナ - アマンダ
- ジェシー・エニス - デビー
- デビー・ライアン - ジェニファー
- マット・ウォルシュ - ダニエル（ダン）・マイルズ
- ジュリー・ボーウェン - マーシー・ストロング
- ジャッキー・ウィーヴァー - サンディ
- スティーヴン・ルート - マイク
- ルーク・ベンワード - ジャック・ストロング
- ジミー・O・ヤン - タイラー
- ヤニ・スモーネ - トリーナ
- シャノン・パーサー - コニー
- クリス・パーネル - ウェイン・トルザック教授
- デーモン・ジョーンズ - フランク・ダヴェンポート
- ハイディ・ガードナー - リオノア
- クリスティーナ・アギレラ - 本人
- ベン・ファルコーン - Uberの運転手
- ナット・ファクソン - ランス
- サラ・ベイカー - ギルドレッド

## 公開・興行収入
2018年2月5日、本作の第1弾となる予告編が公開された。
本作は『ブレイキング・イン』と同じ週に封切られ、1800万ドルから2100万ドルを稼ぎ出すと予想されていたが、この予想は的中した。2018年5月11日、本作は全米3656館で公開され、公開初週末に1788万ドルを稼ぎ出し、週末興行収入ランキング初登場2位となった。ただし、この数字はベン・ファルコーン監督作及びメリッサ・マッカーシー主演作としては過去最低の数字であった。

## 評価
本作に対する批評家の評価は芳しいものではない。映画批評集積サイトのRotten Tomatoesには119件のレビューがあり、批評家支持率は38%、平均点は10点満点で5点となっている。サイト側による批評家の見解の要約は「『ライフ・オブ・ザ・パーティー』には善良なユーモアとスクリーンにひしめく才能豊かな俳優たちがあるが、それらを以てしても、雑な演出と受けるネタよりも滑っているネタのほうがはるかに多い脚本という欠点を埋め合わせることができていない」となっている。また、Metacriticには32件のレビューがあり、加重平均値は46/100となっている。なお、本作のCinemaScoreはBとなっている。